# HD 168443
HD 168443 ist ein Stern der Spektralklasse G6 in einer Entfernung von ca. 124 Lichtjahren im Sternbild Schlange.
Der Stern wird von zwei substellaren Objekten begleitet. Beim inneren Begleiter mit der Bezeichnung HD 168443 b könnte es sich um einen Exoplaneten handeln, beim äußeren Begleiter mit der Bezeichnung HD 168443 c handelt es sich um einen Braunen Zwerg.

## Innerer Begleiter
HD 168443 b ist ein substellares Objekt, welches den Zentralstern mit einer großen Halbachse von etwa 0,3 Astronomischen Einheiten (AE) und einer Exzentrizität von 0,53 in 58,11 Tagen umläuft. Die Mindestmasse M·sin(i) beträgt ca. 8 Jupitermassen; somit könnte es sich bei HD 168443 b um einen Exoplaneten oder um einen massenarmen Braunen Zwerg handeln. Das Objekt wurde im Jahr 1998 von Butler et al. entdeckt.

## Äußerer Begleiter
HD 168443 c ist ein Brauner Zwerg mit einer Umlaufdauer von 4,8 Jahren. Die große Halbachse seiner Bahn misst 2,9 AE, die Bahnexzentrizität beträgt 0,21. Die Masse von HD 168443 c wird auf etwa 20 bis 30 Jupitermassen mit einer Obergrenze von etwas mehr als 40 Jupitermassen geschätzt.